# Placówka Straży Celnej „Ujście”
Placówka Straży Celnej „Ujście” – jednostka organizacyjna Straży Celnej pełniąca w okresie międzywojennym służbę ochronną na granicy polsko-niemieckiej.

## Formowanie i zmiany organizacyjne
Na wniosek Ministerstwa Skarbu, uchwałą z 10 marca 1920 roku, powołano do życia Straż Celną. Od połowy 1921 roku jednostki Straży Celnej rozpoczęły przejmowanie odcinków granicy od pododdziałów Batalionów Celnych. Proces tworzenia Straży Celnej trwał do końca 1922 roku. Placówka Straży Celnej „Ujście” weszła w podporządkowanie komisariatu Straży Celnej „Ujście” z Inspektoratu SC „Międzychód”.
W drugiej połowie 1927 roku przystąpiono do gruntownej reorganizacji Straży Celnej. W praktyce skutkowało to rozwiązaniem tej formacji granicznej. Ochronę północnej, zachodniej i południowej granicy państwa przejęła powołana z dniem 2 kwietnia 1928 roku Straż Graniczna.
Rozkazem nr 3 z 25 kwietnia 1928 roku w sprawie organizacji Wielkopolskiego Inspektoratu Okręgowego dowódca Straży Granicznej gen. bryg. Stefan Pasławski określił strukturę organizacyjną Komisariat SG „Jabłonowo”. Placówka Straży Granicznej I linii „Ujście” znalazła się w jego strukturze.

## Funkcjonariusze placówki
Kierownicy placówki
| stopień    | imię i nazwisko, numer | okres pełnienia służby |
| ---------- | ---------------------- | ---------------------- |
| przodownik | Jan Pachulski (162)    | był w 1926             |

Obsada personalna placówki w 1926:
- przodownik Jan Pachulski (162)
- starszy strażnik Jan Michalski (372)
- strażnik Wojciech Nawrocki (194)
- strażnik Stanisław Kamerduła (962)
- strażnik Aleksander Jakusz-Gostomski (599)
- strażnik Jan Wiśniewski (292)
- strażnik Stanisław Miodowski (2998)
- strażnik Wincenty Granatowicz (1729)
- strażnik Józef Gawronek (562)
- strażnik Jan Brychej (41)
- strażnik Paweł Malida (239)
- strażnik Ignacy Gruduszczak (115)
- strażnik Jan Matusz (1205)